# Blepisanis
Blepisanis is een kevergeslacht uit de familie van de boktorren (Cerambycidae). De wetenschappelijke naam van het geslacht werd voor het eerst geldig gepubliceerd in 1867 door Pascoe.

## Soorten
Blepisanis omvat de volgende soorten:
- Blepisanis andreaei (Breuning, 1960)
- Blepisanis angusta Aurivillius, 1914
- Blepisanis anteatra (Breuning, 1966)
- Blepisanis anterufa (Breuning, 1951)
- Blepisanis apicefuscipennis (Breuning, 1967)
- Blepisanis argenteosuturalis (Breuning, 1955)
- Blepisanis atricollis (Breuning, 1954)
- Blepisanis atrofrontalis (Breuning, 1961)
- Blepisanis aurivillii (Breuning, 1951)
- Blepisanis basirufipennis (Breuning, 1954)
- Blepisanis beuni (Breuning, 1976)
- Blepisanis bohemani (Pascoe, 1858)
- Blepisanis capensis (Péringuey, 1888)
- Blepisanis cincticollis Aurivillius, 1925
- Blepisanis collaris Pascoe, 1871
- Blepisanis damarensis (Breuning, 1958)
- Blepisanis densepuncticeps (Breuning, 1958)
- Blepisanis disconotaticollis Breuning, 1950
- Blepisanis erythaca (Pascoe, 1858)
- Blepisanis exilis Pascoe, 1871
- Blepisanis fervida Pascoe, 1871
- Blepisanis flavovittata (Breuning, 1950)
- Blepisanis forticornis (Breuning, 1946)
- Blepisanis fossulata (Breuning, 1961)
- Blepisanis freyi (Breuning, 1953)
- Blepisanis glabra Aurivillius, 1914
- Blepisanis grossepunctata (Breuning, 1961)
- Blepisanis holonigra (Breuning, 1955)
- Blepisanis hovorkai (Teocchi & Sudre, 2009)
- Blepisanis incallosa Breuning, 1950
- Blepisanis incensa Pascoe, 1871
- Blepisanis incensoides (Breuning, 1978)
- Blepisanis indica (Breuning, 1951)
- Blepisanis infranigra (Breuning, 1951)
- Blepisanis infrapunctata (Breuning, 1951)
- Blepisanis insignis Aurivillius, 1914
- Blepisanis larvata Pascoe, 1871
- Blepisanis lateralis Aurivillius, 1907
- Blepisanis latesuturalis (Breuning, 1951)
- Blepisanis leleupi (Breuning, 1961)
- Blepisanis lineata Aurivillius, 1913
- Blepisanis longicollis (Breuning, 1961)
- Blepisanis maculicollis (Péringuey, 1888)
- Blepisanis magnanii Sama, Rapuzzi & Rejzek, 2007
- Blepisanis melanocephala (Fabricius, 1787)
- Blepisanis metallescens Aurivillius, 1923
- Blepisanis neavei Aurivillius, 1914
- Blepisanis nigra (Breuning, 1954)
- Blepisanis nigroapicaloides (Breuning, 1951)
- Blepisanis nigrofemorata (Breuning, 1946)
- Blepisanis nigrovittata (Breuning, 1951)
- Blepisanis nivea (Kraatz, 1882)
- Blepisanis ochraceipennis (Kraatz, 1882)
- Blepisanis orientis Aurivillius, 1908
- Blepisanis ornata (Breuning, 1951)
- Blepisanis pallidipennis (Plavilstshikov, 1926)
- Blepisanis parteruficollis (Breuning, 1954)
- Blepisanis porosa Pascoe, 1871
- Blepisanis povolnyi (Heyrovský, 1971)
- Blepisanis pseudocallosa (Breuning, 1962)
- Blepisanis pseudofervida (Breuning, 1951)
- Blepisanis pseudolatesuturalis (Breuning, 1961)
- Blepisanis pseudoneavei (Breuning, 1954)
- Blepisanis pseudorientis (Breuning, 1962)
- Blepisanis pseudoruficeps (Breuning, 1951)
- Blepisanis punctulipennis (Breuning, 1951)
- Blepisanis remaudierei Villiers, 1967
- Blepisanis repetekensis (Semenov, 1935)
- Blepisanis rufa Breuning, 1950
- Blepisanis ruficollis Aurivillius, 1914
- Blepisanis rufulescens (Breuning, 1951)
- Blepisanis seminigripennis (Breuning, 1956)
- Blepisanis sericea Aurivillius, 1913
- Blepisanis subcallosa Breuning, 1950
- Blepisanis subcoerulata (Breuning, 1951)
- Blepisanis subdorsata (Breuning, 1961)
- Blepisanis sublateralis Breuning, 1950
- Blepisanis subrufulescens (Breuning, 1981)
- Blepisanis suturaloides (Breuning, 1951)
- Blepisanis suturevittata (Breuning, 1951)
- Blepisanis tatyanae (Skrylnik, 2010)
- Blepisanis tekensis (Semenov, 1896)
- Blepisanis tessmanni (Breuning, 1961)
- Blepisanis transversicollis Breuning, 1950
- Blepisanis uniformis Breuning, 1950
- Blepisanis vittata (Péringuey, 1888)
- Blepisanis vittipennis (Reiche, 1877)
- Blepisanis volkovitshi (Danilevsky, 2010)